# Hermetier
Hermetier est une petite île Anglo-Normande située à l'ouest de l'île de Herm.

## Toponymie
Le nom de l'île dérive de Herm, lui-même dérivé du latin (h)eremus « désert, solitude ».

## Géographie
Il s'agit d'un îlot rocheux inhabité, accessible à marée basse, situé à une centaine de mètres de la côte ouest de Herm. Hermetier mesure environ 90 mètres de longueur ; son point culminant est à 50 mètres.